# 三田尻村
三田尻村（みたじりそん）は、山口県佐波郡にあった村。現在の防府市の中心部、山陽本線・防府駅の周辺および野島にあたる。

## 地理
- 海洋：周防灘
- 山岳：桑山

## 歴史
- 1889年（明治22年）4月1日 - 町村制の施行により、三田尻町・三田尻村・新田村・野島の区域をもって発足。
- 1902年（明治35年）1月1日 - 佐波村と合併して防府町が発足。同日三田尻村廃止。

## 交通

### 鉄道路線
- 山陽鉄道
  - 山陽鉄道線
    - 三田尻駅（現・防府駅）